# Hugh Salusbury Kynaston Main
Hugh Salusbury Kynaston Main, britanski general, * 1906, † 1976.